# 올리고머

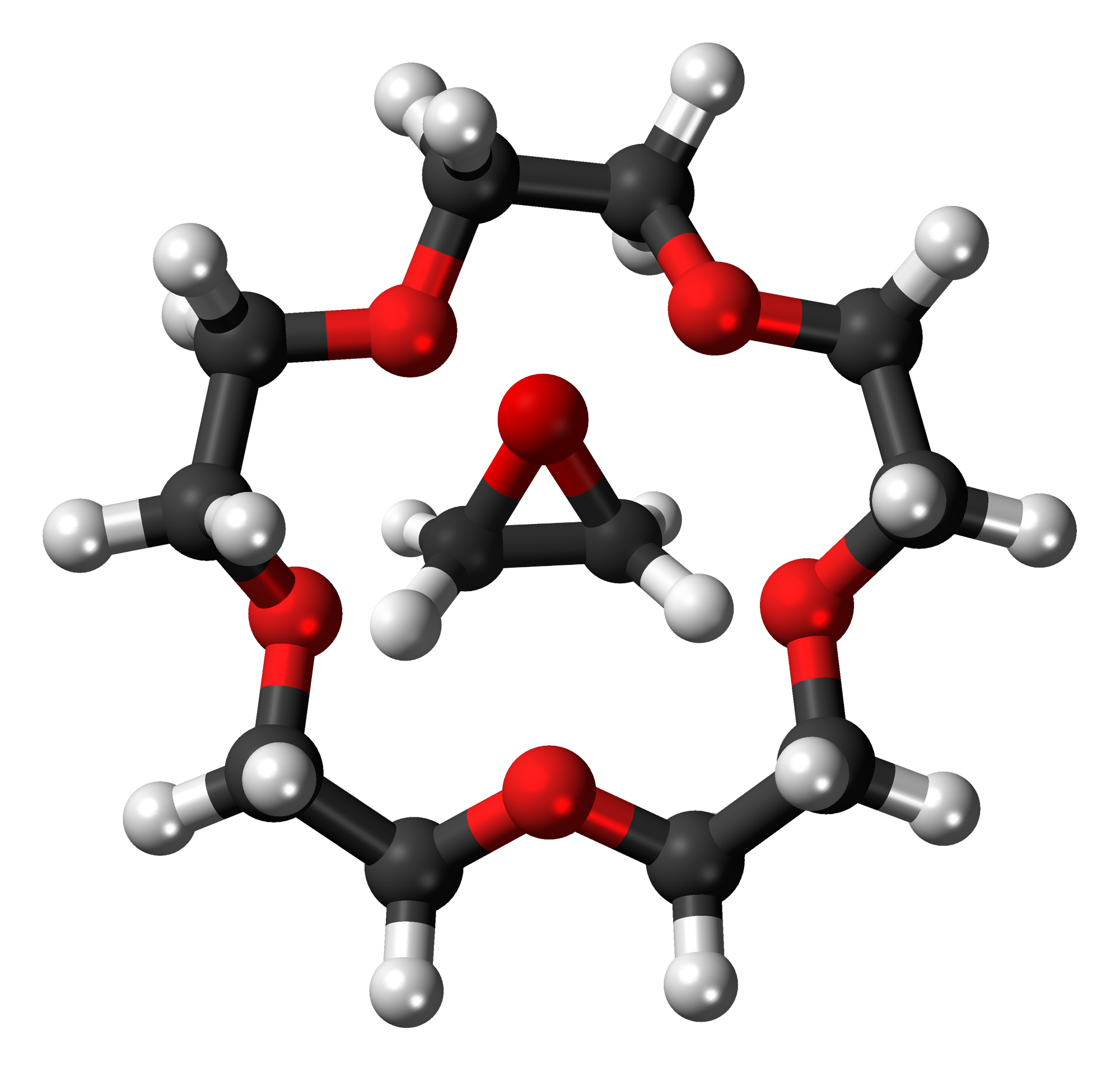
고리형 올리고머인 15-크라운-5 크라운 에터와 그 단량체인 산화 에틸렌의 분자 모형.

화학과 생화학에서 올리고머(oligomer, i/əˈlɪɡəmər/) 또는 소중합체(小重合體)는 더 작은 분자인 단량체로 구성된 분자이다. '올리고머'라는 이름의 유래는 그리스어로 '적은'을 뜻하는 'oligo-'와 '부분'을 뜻하는 '-mer'가 합쳐져 만들어졌다. 형용사형은 'oligomeric'이다.
올리고머라는 개념은 훨씬 더 많은 수(수천에서 수백만까지)의 단위가 결합한 폴리머와 대조되어 사용되고는 한다. 그러나 올리고머와 폴리머를 구분하는 명확한 경계선은 없다. 제안된 구분 방법 중 하나는 하나나 몇 개의 단위체를 제거하였을 때 분자의 특징이 크게 변하는지 여부이다. 펩타이드의 경우 2 ~ 20개의 아미노산으로, 올리고당은 2 ~ 10개의 단당류로 구성된 경우 올리고머라고 하기도 한다.
특정 숫자만큼의 단위체로 구성된 올리고머는 영어의 경우 그 숫자를 가리키는 그리스어 접두사 뒤에 '-mer'를 붙여 쓴다. 단위체가 두 개인 경우 dimer, 세 개면 trimer, 그 뒤로는 tetramer, pentamer, hexamer...이 된다. 한국어의 경우 '이량체', '삼량체', '사량체', '오량체', '육량체'...로 쓴다. 올리고머의 단위체는 멜라민의 이량체인 멜람처럼 선형 사슬로 배열되거나, 폼알데하이드의 고리형 삼량체인 트라이옥산처럼 폐쇄형 고리 구조를 이룰 수도 있다. 또는 TeBr
4의 사량체인 사브로민화 텔루륨처럼 더 복잡한 구조를 형성하기도 한다. 단위체가 서로 같다면 동종소중합체(homo-oligomer), 서로 다르다면 이종소중합체(hetero-oligomer)라고 한다. 콜라겐은 세 개의 동일한 단백질 사슬로 구성되어 있으므로 동종소중합체 단백질에 속한다.

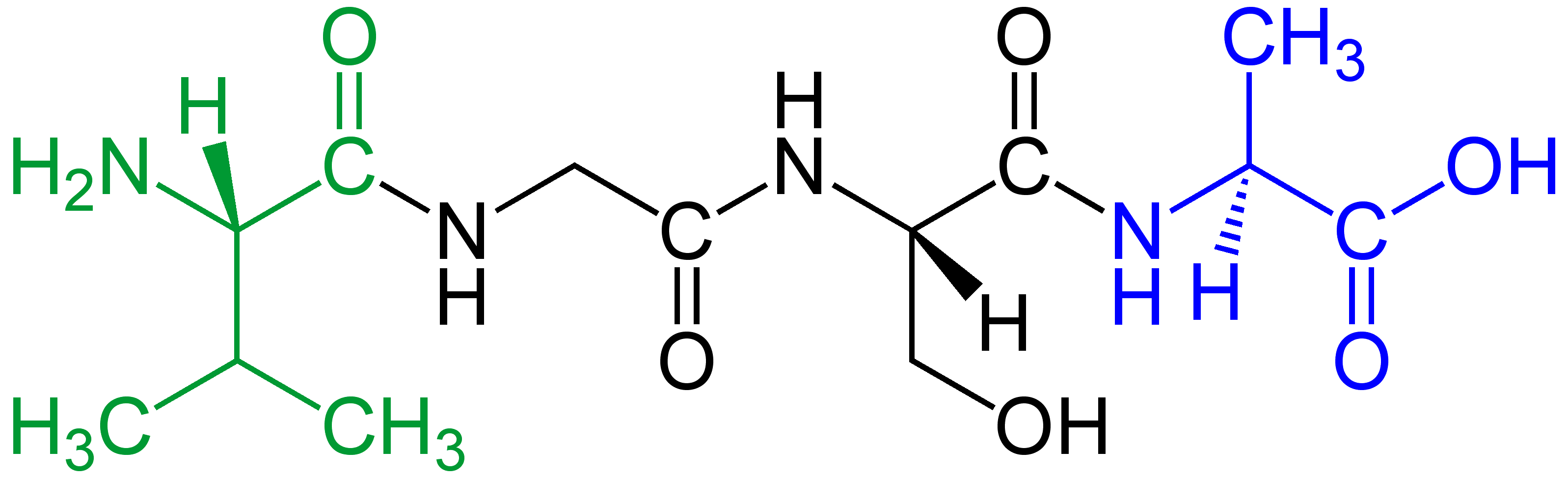
아미노산인 발린(초록색), 글라이신(검은색), 세린(검은색), 알라닌(파란색)이 형성한 이종소중합체(테트라펩타이드). 각 결합은 한 단량체의 카복실기 –C(=O)OH가 다른 단량체의 아민기 H2N\s와 중합하여 만들어진다.

단백질이나 핵산과 같은 거대분자는 생물학적으로 중요한 올리고머의 예시이다. 가령 헤모글로빈은 사량체 형태의 단백질이다. 아미노산의 올리고머는 올리고펩타이드, 또는 단순히 펩타이드라고 한다. 올리고당은 단당류의 올리고머이며, 올리고뉴클레오타이드는 DNA나 RNA 같은 핵산의 작은 단일 사슬 절편, 또는 핵산의 상동체가 형성하는 작은 절편이다.

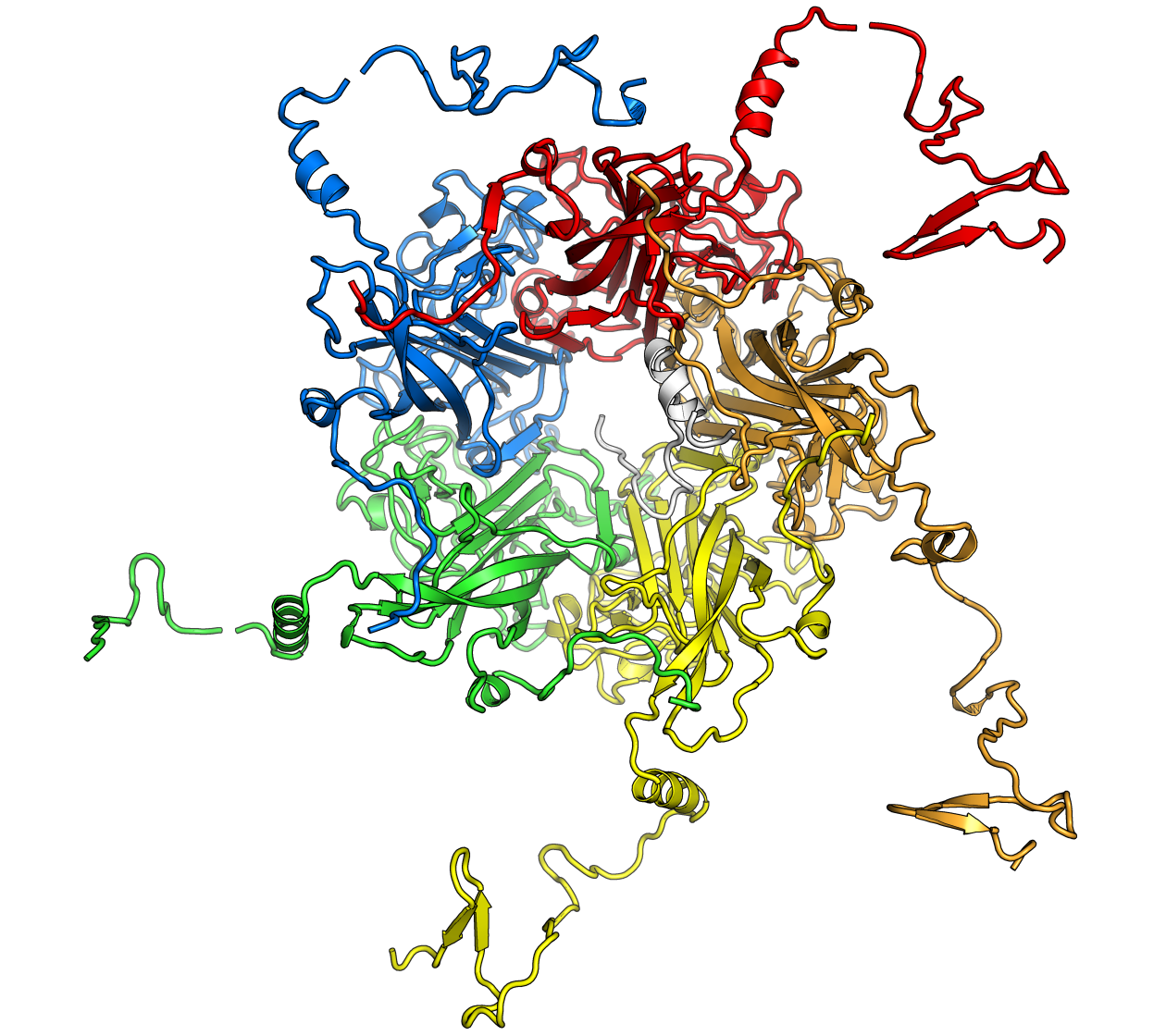
캡시드 단백질 VP1 오량체. 각 단량체는 다른 색으로 그려져 있다.

올리고머의 단위체는 서로 공유 결합으로 연결되어 있을 수 있다. 이러한 공유 결합은 축합 반응으로 만들어진 결합이거나 수소 결합과 같은 더 약한 힘이 작용한 결과이다. 멀티머(multimer)는 생화학 용어로, 공유 결합으로 결합하지 않은 올리고머 단백질이다. 소아마비 바이러스의 껍질을 이루고 있는 캡시드단백질 VP1은 72개의 오량체가 국소적인 전하를 통해 연결되어 있는 멀티머이다.
올리고머화(oligomerization)는 단량체를 유한한 중합도를 가진 거대분자 복합체로 변화하는 화학적 과정이다. 텔로머화는 연쇄 이동이 발생하는 상태에서 일어나는 올리고머화이다. 연쇄 이동은 올리고머의 크기를 제한시킨다. 이름 때문에 헷갈릴 수 있으나, 텔로머화는 염색체 끝부분의 특수한 반복 서열인 텔로미어를 형성하는 과정과는 전혀 관련이 없는 개념이다.